# جار جار بينكس

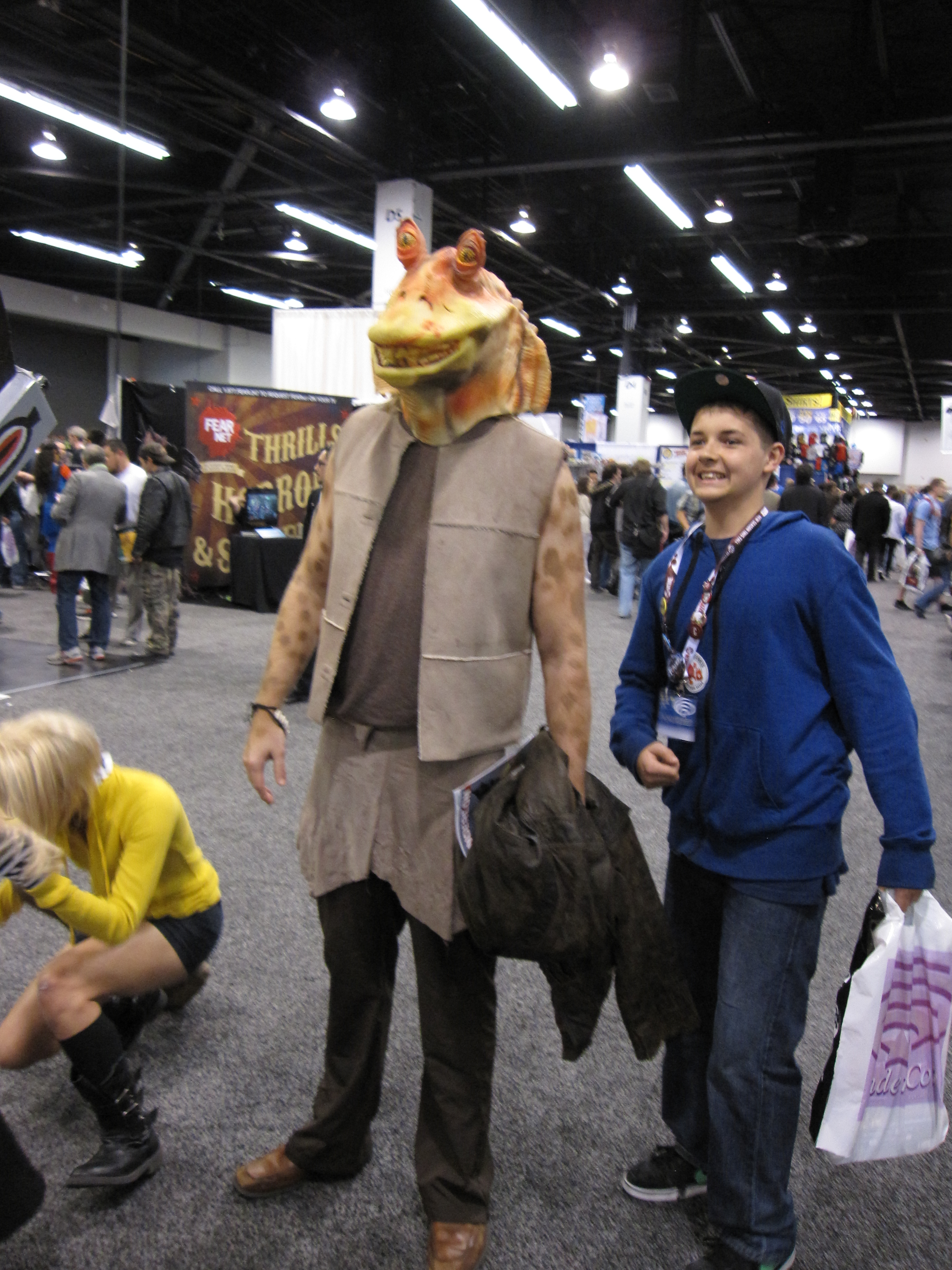
شخص يرتدي زي جار جار بينكس في مهرجان وندر كون في سان فرانسيسكو عام 2012

جار جار بينكس هو شخصية خيالية من ملحمة حرب النجوم (يظهر في: تهديد الشبح، هجوم المستنسخين، انتقام السيث)، ومسلسل حرب النجوم: حروب المستنسخين. أدى دوره الممثل الصوتي أحمد بيست. كان دوره الأساسي بشكل ترويح كوميدي وحظي باستقبال سلبي سواء من النقاد أو المشاهدين.

## الظهور

### الأفلام
ظهر جار جار بينكس أول مرة في فيلم تهديد الشبح كمخلوق من عرق الغونغان البرمائي وهو مزعج وثرثار وأحمق من كوكب نابو. أبعده زعيم قبيلته روغور ناس بسبب سلوكه الأخرق، وكادت إحدى مركبات الاتحاد أن تقتله، قبل أن ينقذه فارس الجيداي كوي غون جين (ليام نيسون) في اللحظة الأخيرة. يحاول كوي غون وتلميذه أوبي وان كينوبي (إيوان مكريغور)، إقناع قبيلة جار جار بإطلاق سراحه ليكون في عهدتهما كمرشد. يذهب لاحقا مع الجيداي والملكة بادمي أميدالا (ناتالي بورتمان) إلى كوكب تاتوين، حيث يجتمع مع أناكين سكايواكر (جايك لويد) ويصبح صديقه.
يظهر جار جار لاحقا في مشهد معركة الفيلم الحاسمة، حيث يقود زملاءه من الغونغان، حيث يظهر كجنرال على جيشهم، ويهاجمون اتحاد التجارة. وتعطيه بادمي وساما تكريما لمهاراته القتالية العالية.
ظهر جار جار مجددا في هجوم المستنسخين في دور أصغر، لكن أعماله كانت أكثر أهمية. فبعد عشر سنوات من مساعدته في حماية الكوكب، أصبح مندوبا للكوكب في المجلس المجري وأحضر أصدقائه القدامى أوبي وان وأناكين (هايدن كرستنسين) إلى كوكب كوروسكانت، حيث حياهم هناك بحماس. لاحقا، قام بإلقاء خطاب في المجلس بالنيابة عن كوكب نابو والجيداي، حيث صوت لصالح منح المستشار بالباتين (إيان ماك ديارماد) سلطة طوارئ واسعة. منح هذا القرار بالباتين القوة اللازمة لإسقاط المجلس المجري ووضع المجرة تحت دكتاتورية السيث والإمبراطورية المجرية.
ظهر جار جار في بضعة مشاهد فقط من فيلم انتقام السيث. وظهر بوضوح في جنازة بادمي أميدالا في نهاية الفيلم.
زعم أن جار جار ظهر في مشهد الاحتفال الختامي الذي ظهر في نسخة الدي في دي الخاصة من فيلم حرب النجوم: عودة الجيداي، حيث يمكن سماع صوته وهو يقول «نحن أحرار» على سقف إحدى المباني في احتفالات كوكب نابو. لكن مصمم الصوت ماثيو وود ذكر في مقابلة مع مجلة فوركاست بإن أحمد بيست (صاحب صوت جار جار) قدم الصوت بالفعل، لكن الذي يحتفل هو أحد الغونغان، وقد لا يكون جار جار بحد ذاته.

### حرب المستنسخين
ظهر جار جار بينكس كشخصية مساندة في السلسلة المتحركة، حرب المستنسخين، وأدى بيست صوت مرة أخرى، رغم أن بي جاي هيوز قدم صوت الشخصية في عدة حلقات من الموسم الأول. في هذه السلسلة يظهر كعضو للمجلس ويرافق الشخصيات الرئيسية—أناكين، أسوكا، أوبي وان، بادمي — في مغامراتهم.

### الحلقة السابعة
أشارت عدة تقارير إعلامية مختلفة أن جار جار بينكس سيعود ثلاثية حرب النجوم التكميلة عام 2015. وأخذ أحمد بيست بالاعتبار بتقديمه الأداء الصوتي في التكملة، كما أبدى الممثل روبرت باتينسون اهتمامه أيضا بتقديم دور جار جار. على أن هذه الخطة استقبلت بشكل سلبي للغاية.

## الاستقبال

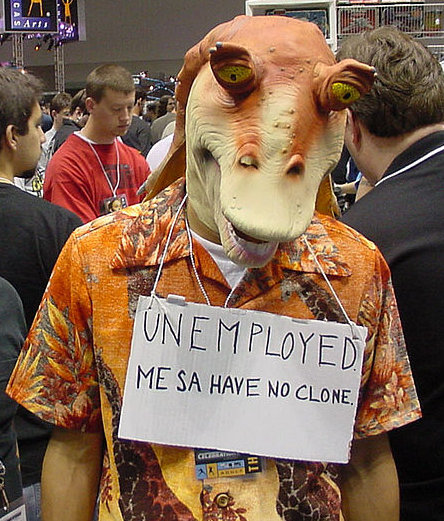
احتفال حرب النجوم الثاني - أنا مع جار جار العاطل عن العمل

حتى قبل إصدار تهديد الشبح، أصبح جار جار بينكس محل اهتمام إعلامي وشعبي، لكن ليس بالطريقة التي كان يأمل بها المنتجون. أصبح بينكس ذا دلالة رمزية للعديد من المراجعين مثل برينت ستابلز (نيويورك تايمز)، ديفيد إديلستاين (مجلة سلايت)، وإيريك هاريسون (لوس أنجلوس تايمز)، حيث اعتبروه علامة واضحة على العيوب الإبداعية للفيلم. تم رفض الشخصية والاستخفاف بها من قبل الناس الذين شعروا بأن وجوده في الفيلم كان فقط لجذب الأطفال. قام أحد الهواة، ويدعى مايك نيكولز، بصنع نسخة معدلة من الفيلم ووزعها بالمجان، وكانت بعنوان «تنقيح الشبح»، وقطع عدة مشاهد تعرض جار جار بينكس. وتمت السخرية من الشخصية في عدة مسلسلات تلفزيونية مثل «ساوث بارك»، «فيرلي أود بارنتس»، «عائلة سيمبسون»، بالإضافة إلى محاكاة ساخرة من مسلسل الدجاجة الآلية.
بالإضافة غلى النقاد، اتهم الكثيرون صناع الفيلم بالتسويق المفرط اتجاه الأطفال (وهو نفس الانتقاد الذي تم توجيهه بعد تقديم مخلوقات الإيووك في فيلم عودة الجيداي. صرح جورج لوكاس بأنه يشعر أن هناك مجموعة غاضبة بين المعجبين «لأنها أفلام للأطفال لكنهم لا يريدون الاعتراف بهذا... هناك مجموعة صغيرة من المعجبين التي لا تحب الشخصيات المساعدة. يريدون أفلام قوية مثل فيلم المبيد، وينزعجون وعندما يتم تقديم أي شيء بشكل طفولي». وذكر روب كولمان، الذي كان رئيس قسم التحريك، أنه حذر لوكاس بأن شخصية جار جار أتت بشكل سيء. أخبره لوكاس بأنه يضع جار جار في الفيلم ليجذب الأطفال الصغار من إثنا عشر عاما أو أقل.

### مزاعم السخرية العرقية
وصف جو مورغنسترن من وول ستريت جورنال أن الشخصية هي شخصية راستافارية تقف على حوافر وتم خلطها مع شخصية الممثلة باترفلاي ماكوين (التي أدت دور الخادمة الصغيرة في فيلم ذهب مع الريح). كما رأت الصحفية باتريسيا ويليامز أن سمات الشخصية تشبه نماذج الوجوه السوداء في العروض الشعبية، بينما رأى آخرون أنه يشبه فكرة «المهرج الكسول» كما في الصورة النمطية عن الكاريبيين السود. أنكر جورج لوكاس أن الشخصية تحمل أي دلالات عنصرية.

## وصلات خارجية
- Collection of negative Jar Jar comments from major media sources. نسخة محفوظة 13 أغسطس 2006 على موقع واي باك مشين.
- Star Wars Episode I in the Internet Movie Database
- Ahmed Best at the قاعدة بيانات الأفلام على الإنترنت